# Marcelo Milanesio
Marcelo Gustavo Milanesio (Hernando, 11 febbraio 1965) è un ex cestista argentino.

## Carriera
Con l'Argentina ha disputato i Giochi olimpici di Atlanta 1996, quattro edizioni dei Campionati mondiali (1986, 1990, 1994, 1998) e cinque dei Campionati americani (1989, 1992, 1993, 1995, 1997).